# Tatort: Irren ist tödlich
Irren ist tödlich ist ein Fernsehfilm aus der Kriminalreihe Tatort der ARD und des ORF. Der Film wurde vom Norddeutschen Rundfunk unter der Regie von Wolfgang Storch produziert und am 14. April 1985 erstmals ausgestrahlt. Es handelt sich um den dritten Fall des Kriminalhauptkommissars Paul Stoever (Manfred Krug). Er ermittelt an der Seite seines Kieler Kollegen Geerke (Horst Michael Neutze).

## Handlung
In einem Waldstück in der Nähe von Kiel wird eine junge Frau überfallen und muss schwer verletzt ins Krankenhaus gebracht werden. Der zuständige Kommissar Geerke übernimmt den Fall und befragt ihren Verlobten Werner Rentrop, der daraufhin in der Klinik versucht, von seiner Freundin Hinweise auf den Täter zu bekommen. Nachdem sie ihm einige Sätze zuflüstern kann, erkundigt er sich im Kieler Hafen nach einem Schiff und fährt daraufhin nach Hamburg. Dort angekommen will er sich per Telefon im Krankenhaus nach seiner Freundin erkundigen und muss erfahren, dass sie ihren Verletzungen erlegen ist.
Inzwischen wird im Kieler Hafen das Fahrrad von Rentrops Freundin gefunden. Damit kommt auch Kommissar Geerke dem Schiff auf die Spur und erfährt im Schifffahrtsamt, dass sich vor kurzem schon jemand nach der „Baltic“ erkundigt hätte. Somit setzt Geerke sich mit seinem Kollegen Paul Stoever von der Hamburger Kriminalpolizei in Verbindung. Dieser wird am nächsten Tag in den Hamburger Kohlehafen gerufen, da hier die Leiche des Maschinisten Kurbjuweit des Küstenmotorschiffs „Baltic“ aus dem Wasser gefischt wurde. Da der Tote einen hohen Alkoholgehalt im Blut hat, könnte er durchaus auch ohne Fremdverschulden ins Wasser gefallen sein. Kommissar Stoever bezweifelt das, nachdem die Besatzung des Schiffes ins Visier seines Kollegen Geerke geraten ist. Der reist nun selber nach Hamburg und vermutet einen Zusammenhang mit seinem Fall in Kiel. Naheliegend wäre ein Racheakt von Werner Rentrop. Stoever und Geerke treffen ihn in einer Hafenkneipe und warnen ihn davor, möglicherweise Selbstjustiz zu üben. Als er das Lokal verlässt, bleibt er unter Beobachtung der Polizei und die Kommissare beleuchten die Alibis der Besatzungsmitglieder der „Baltic“. Dabei erscheint ihnen Benno Krötz am verdächtigsten, zumal er aufgrund von diversen Gewaltdelikten bei der Polizei aktenkundig ist. Zunächst leugnet er, die Frau in Kiel überfallen zu haben.
Werner Rentrop hat sich inzwischen eine Waffe beschafft und lauert nun Benno Krötz auf dem Schiff auf, da auch er ihn für den Mörder seiner Freundin hält. Als jedoch Stoever und Geerke ebenfalls dort auftauchen, versteckt er sich auf Deck. Stoever setzt Krötz so geschickt zu, dass er den Überfall auf die Frau zugibt. Eine Schuld am Tod des Maschinisten leugnet er hingegen. Rentrop hört das Geständnis, schießt daraufhin auf den Mörder seiner Freundin und verletzt ihn an der Schulter. Um ihn zu verteidigen, zieht Stoever seine Waffe und trifft Rentrop dabei tödlich.

## Hintergrund
Irren ist tödlich wurde im Auftrag des NDR von Studio Hamburg Filmproduktion vom 19. September 1984 bis zum 27. Oktober 1984 in Schleswig-Holstein, Hamburg und Umgebung gedreht.

## Rezeption

### Einschaltquote
Bei seiner Erstausstrahlung am 14. April 1985 hatte der Tatort 15,35 Millionen Zuschauer, was einem Marktanteil von 44,00 Prozent entspricht.

### Kritik
TV Spielfilm meinte: „Auch ein früher Stoever-‚Tatort‘ ist kostbar.“